# Cabo Alberto Leveaú
Alberto Leveau García, (Tarapoto 4 de julio de 1910, Huaquillas 23 de julio de 1941) fue un héroe peruano, fallecido en el ataque y Toma de Huaquillas el 5 de julio de 1941, durante la Campaña Militar del Norte de 1941, en la Guerra peruano-ecuatoriana, que estando sólo defendió un destacamento militar, perdiendo la vida al lanzarse en un acto heroico en la trinchera enemiga, llevando posteriormente a la victoria en Huaquillas.  
Alberto Leveau García, es quizá el héroe más representativo de la región San Martín. Nació el 4 de julio de 1910. Vivió en el Jr. Ramírez Hurtado N° 11, Barrio de Suchiche, Tarapoto. Hijo de Don Juan Leveau Macedo y Doña Isabel García Ramírez. Sus estudios primarios, los realizó en el Centro Educativo N.º 191 de Tarapoto, hoy conocido como Centro Educativo José Antonio Ramírez Arévalo (JARA), destacando por sus buenas calificaciones. De adolescente, se dedicaba a ayudar a sus padres en la empresa arriera que tenía, negocio rentable dado a la falta de otro medio de transporte entre los pueblos de la selva amazónica. En 1932, a raíz del conflicto con Colombia, el Perú llama a sus hijos a defender las fronteras de la patria y Alberto Leveau, se enrola al servicio militar, para defender a su país con valentía y honor. Viaja a Iquitos y tras un largo trayecto por tierra y por río, llega a esa ciudad y se incorpora al Batallón de Infantería N° 25 del Ejército del Perú. Luego de tres meses de su incorporación, se produce la desmovilización de las fuerzas peruanas, dándosele de baja por tiempo cumplido. En 1938, viaja a Lima y logra ingresar a la Escuela de la Guardia Civil y Policía.

## Acción heroica de Alberto Leveaú García
Nuestra patria, desde que alcanzó el título de país independiente y republicano, ha tenido la amarga experiencia de verse comprometido en problemas fronterizos. Ante esta situación, era menester que hombres conscientes de preservar la integridad territorial, hayan tenido que hacerse presente en el campo de batalla en defensa de la patria. En efecto, muchos fueron los peruanos que ofrendaron su vida por dejarnos un país libre y soberano. Sin embargo, aún seguimos sin resolver situaciones fronterizas, siendo el caso específico de nuestra frontera con el Chile, país con quien no llegamos a solucionar definitivamente y que siempre están al acecho y tentando provocaciones. Los sanmartinenses gentilicio utilizado para describir a los que nacieron en la región San Martín, nunca hemos estado al margen de lo que pudiera ocurrimos en el nuestra nación. 
Así, se erige el nombre y la lealtad de Alberto Leveaú García, héroe tarapotino, quien selló su nombre, para siempre, en las páginas de la historia. Siempre estaba presto a participar en los momentos de guerra que la patria atravesaba. Así lo demostró en 1931, cuando tenía 22 años, se presenta al ejército para defender a la patria en el conflicto con Colombia. El 1.º de febrero de 1939 egresa como Guardia Civil de Caballería pasando a prestar servicios en la Quinta Comandancia del Guardia Civil de Chiclayo. El 1.º de marzo de 1941, a consecuencia del conflicto con el Ecuador, nuevamente pasa a formar parte del Destacamento de Fronteras de la Guardia Civil de Caballería. Como uno de los elementos más destacados del grupo de exploración de esa unidad, es nombrado jefe y le toca actuar en forma heroica. El 22 de marzo del mismo año arriba al "Caucho" una compañía del Batallón de Infantería N° 19 del Ejército Peruano al mando del capitán, Cristóbal C. Rubio Bermúdez con la misión de recuperar la meseta ocupada por los ecuatorianos, siendo encuadrada a esa unidad; a sección de guardias civiles al mando del Mayor Guardia Civil Saturnino Niño de Guzmán Padilla. El día 23, se dio inicio a la operación. 
Para el cumplimiento de esa misión el capitán Rubio dictó las órdenes convenientes, fijó el dispositivo de ataque, asignando a la sección de guardias civiles bajo las órdenes del Oficial Saturnino la misión de ataque frontal de "Casitas" y la consiguiente ocupación de ese puesto, misión que no obstante a la resistencia del enemigo fue logrado a las 9:30 horas aproximadamente. Como resultado del combate, los ecuatorianos tuvieron muchas bajas, registrándose entre los peruanos, la del guardia Alberto Leveaú Grada, que fue abatido por una bala enemiga durante la ejecución de la orden de asalto, cuando en un acto de valentía y coraje, de cuyas inmediaciones se hacía fuego de ametralladoras contra las tropas peruanas que atacaban en dirección norte el 23 de julio de 1941. Esta acción resultó fatal para Leveaú García. 
El cadáver de Leveaú fue recogido por el personal encargado de esa clase de labores, luego de recibir los improvisados honores que le fueron tributados por sus compañeros de armas, cubriéndose su cadáver con el bicolor nacional. Posteriormente sus restos fueron trasladados a Tumbes, siendo sepultados en el cementerio general.

## Monumentos, calles e Instituciones en su nombre.
Fotografía tomado el 30 de agosto de 1954 en el día de la develación del Busto del Héroe Tarapotino Cabo G.C. ALBERTO LEVEAU GARCÍA. Tal vez junto con el Padre Andrés Asenjo, El subprefecto, el Alcalde Manuel del Carpio Carrión y otras autoridades. El lugar primigenio donde se construyó el monumento, queda al costado de la Municipalidad Provincial de San Martín, específicamente ocupado ahora por un mercado que se llama "Las Palmeras". En la actualidad el Busto del héroe se encuentra en la parte central del Parque SUCHICHE. 
- En honor al Héroe Tarapotino y San Martinense, se funda el 15 de diciembre de 1961, el distrito de Distrito de Alberto Leveau.
- En honor al héroe, se dieron nombre a muchas calles en ciudades de la región San Martín, una de las calles principales de la ciudad de Tarapoto lleva su nombre.